# 爱尔兰天主教

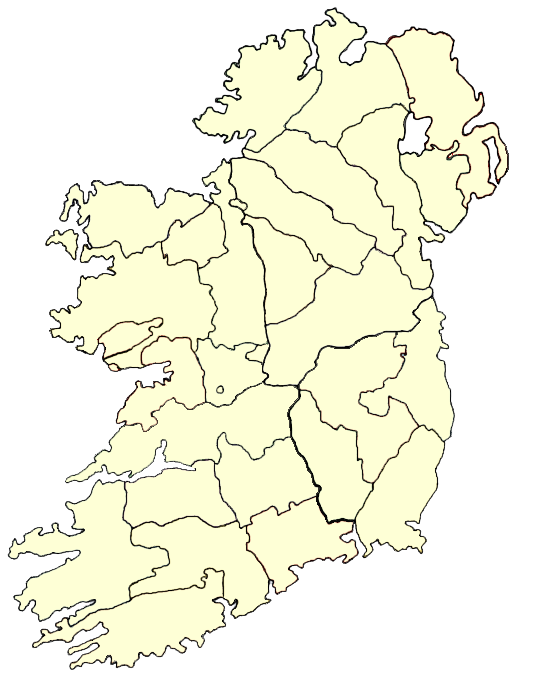
愛爾蘭的天主教教區

爱尔兰天主教會（英語：Catholic Church in Ireland）是普世天主教會的一部分，與教宗共融。在愛爾蘭共和國中，擁有350萬名天主教基督徒，是愛爾蘭最大的基督教教會。在愛爾蘭共和國2022年的人口普查中，69%的人口自認是天主教基督徒。相較之下，在2011年的人口普查中，北愛爾蘭有41%的人自認為是天主教基督徒，到2021年這一比例上升至42.3%。

## 現況

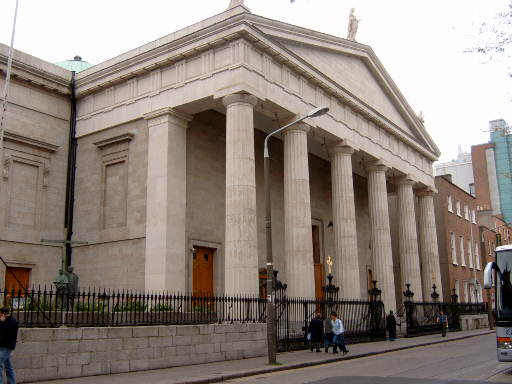
都柏林的聖瑪利亞臨時主教座堂

在爱尔兰岛600万人口中，有88.4%的爱尔兰共和国公民和43.8%的北爱尔兰公民是受洗的天主教徒。
爱尔兰天主教会成立了4个教省：阿马教省、卡舍尔教省、都柏林教省和蒂厄姆教省，对应于现代省份的划分.包括4位总主教和23位主教。本堂区共有1,087个。完整的教区名单参见：爱尔兰天主教教区列表。
在爱尔兰有许多修会：奥斯定会、嘉布遣小兄弟会、加尔默罗会、圣神会、多明我会、方济各会、耶稣会、圣母兄弟会、仁爱修会、献主会、苦难会、赎主会和遣使会。修会神父共有700人，从事教育或传教，但是不负责本堂区的管理。
有兩个修士团体创立于爱尔兰：圣派翠克外方传教会，总部设在威克洛郡；圣高隆庞外方传教会，总部设在米斯郡。
在修会以外，还有许多平信徒团体，例如成立于1921年的圣母军。

## 社会影响

### 爱尔兰共和国
在爱尔兰共和国，由于天主教会至迟从1830年代起管理90%人口的公共教育，对于公众舆论产生了巨大的影响。1922年独立以后，由于国家财政窘迫，天主教各修会继续控制医疗和教育事务，负责筹款和运作。宗教教育仍是教育中的重要成分。 
教会的影响在1970年以后略受影响，部分是受到媒体和女权运动的冲击。

### 北爱尔兰
北爱尔兰1920年宪法规定所有北爱尔兰公民宗教信仰自由。天主教徒占人口的35%，主要由爱尔兰民族主义者支持，因此反对北爱尔兰的存在。

## 传教活动
受到约翰·纽曼枢机主教的影响，1922年以后，教会继续在第三世界从事医疗和教育工作。随着爱尔兰天主教徒移居到美国和澳大利亚等国家，形成了世界范围的网络，不过神父数目已有所下降。